# Jit (film)
Pour plus de détails, voir Fiche technique et Distribution.
Jit est un film zimbabwéen réalisé par Michael Raeburn en 1991 et sorti en France en 1994. C'est une comédie et un film d'amour parlant de la première passion d'un jeune garçon au Zimbabwe. C'est l'un des premiers films zimbabwéens après la décolonisation.

## Synopsis
Au Zimbabwe, dans les années 1990, vit un jeune garçon surnommé U.K. (parce qu'il ira loin, jusqu'au Royaume-Uni). Un jour, U.K. tombe amoureux de la belle Sofi. Mais pour obtenir sa main, il doit réunir une somme d'argent considérable afin de payer la dot de sa promise. Passionnément amoureux, U.K. met toutes ses ressources en œuvre, des petits boulots aux combines plus ou moins risquées, pour obtenir la main de Sofi. Mais son ange gardien, sa Jukwa, se manifeste régulièrement et ne l'aide pas vraiment à réussir.

## Fiche technique
- Titre : Jit
- Réalisation : Michael Raeburn
- Scénario : Michael Raeburn
- Production : Rory Kilalea
- Studios de production : Film Africa, Mukuvisi
- Distribution : Les Films de l'Atalante (France, sortie en salles)
- Pays :  Zimbabwe
- Langue : anglais
- Format : 35 mm, couleur
- Son : mono
- Durée : 92 minutes (États-Unis : 98 minutes)
- Date de sortie : France : 30 novembre 1994

## Distribution
- Dominic Makuwachuma : U.K.
- Sibongile Nene : Sofi
- Farai Sevenzo : Johnson
- Winnie Ndemera : Jukwa
- Oliver 'Tuku' Mtukudzi : Oliver
- Lawrence Simbarashe : Chamba
- Kathy Kuleya : Nomsa
- Jackie Eeson 	Jackie Eeson : Gift
- Cecil Zilla Mamanzi : le voisin policier
- Taffy Marichidza : le gérant de l'hôtel
- Jones Muguse : le chauffeur de taxi
- Fidelis Cheza : le patron du bar
- Emmanuel Boro : le travailleur
- Shoyai Chikombah : le voyageur
- Zanape Fazilahmad

## Production
Le film a été tourné à Harare, capitale du Zimbabwe.

## Diffusion
Hors du Zimbabwe, le film connaît une sortie en salles en Suède en 1992, puis aux États-Unis en 1993 et en France en 1994.

## Distinctions
Le film remporte le Prix de la meilleure image lors de la douzième édition du Festival panafricain du cinéma et de la télévision de Ouagadougou en 1991.